# Mežotne
Mežotne (deutsch: Mesothen) ist ein Ort in Lettland circa 10 Kilometer westlich von Bauska (deutsch: Bauske) und ungefähr 40 Kilometer südlich der Landeshauptstadt Riga (lettisch: Rīga). Sie liegt in der historischen Landschaft Semgallen (lettisch: Zemgale) am rechten Ufer der Lielupe (deutsch: Kurländische Aa) in der Nähe der Grenze zu Litauen.

## Geschichte
Schon Ende des 10. Jahrhunderts wurde auf einem der beiden Hügeln am Ufer der Lielupe eine Burg errichtet. Der Ort taucht als „Medsuna“ auf einer arabischen Landkarte von 1154 auf. Im Jahr 1220 wurde die Burg der Aufständischen Semgaller vom Schwertbrüderorden belagert und eingenommen. Von 1225 bis 1251 residierte der neu ernannte Bischof von Selien hier. Nach seiner Niederlage 1236 in der Schlacht von Schaulen (litauisch Šiauliai) wurde der Orden mit dem Deutschen Orden vereinigt und das Gebiet kam an den deutschen Orden.
Der letzte Ordensmeister Gotthard Kettler führt das Gebiet 1561 als weltliches Herzogtum Kurland und Semgallen unter polnische Lehnshoheit. Nach dem Aussterben der Kettler-Dynastie 1737 kam Ernst Johann von Biron an die Macht. Nach der dritten polnischen Teilung 1795 wurde die Stadt Teil des Russischen Reiches.

## Sehenswürdigkeiten
- Das klassizistische Schloss wurde vom russischen Hofarchitekten Giacomo Quarenghi (1744–1817) für Charlotte von Lieven, Gouvernante der Kinder Alexander und Konstantin des Zaren Pauls I., entworfen und von 1797 bis 1802 erbaut. Land und Geld für diesen Bau erhielt Charlotte aus Dankbarkeit von Katharina der Großen, Mutter des Zaren Paul. Das Schloss Mesothen wurde von der Familie Lieven bis zum Jahr 1921 bewohnt und im Zuge der Agrarreform enteignet, letzter Eigentümer war Anatol Pawlowitsch Lieven. Nach verschiedenen Zerstörungen, so in den Jahren 1919 und 1944, wurde es zwischen 1958 und 1996 restauriert und dient heute der lettischen Regierung als Repräsentationsgebäude.
- Die Evangelisch-lutherische Kirche von Mežotne liegt am Burghügel Mežotne (lettisch: Mežotnes pilskalns, mit Resten der Ordensburg) gegenüber dem Ort am linken Ufer der Lielupe in der Nachbargemeinde Rundāle. Sie wurde um 1711 erbaut, der Turm  1817 errichtet. Im Zweiten Weltkrieg wurde sie zerstört; das, was stehen geblieben war, wurde bis in die 1990er Jahre als Düngemittellager genutzt. Die Kirche wurde inzwischen restauriert und im Jahr 2022 als Kulturraum neu eröffnet. Der Kirchturm kann bestiegen werden und enthält eine kleine Ausstellung über die Zeit der ehemaligen Burg.[2]
- Landschaftspark am Schloss im englischen Stil mit Fußgängerbrücke über die Lielupe